# Pedubast I
Pedubastis I hay Pedubast I là một pharaon thuộc Vương triều thứ 23 cai trị Thebes trong lịch sử Ai Cập cổ đại. Dựa trên những bằng chứng tìm được, các nhà nghiên cứu cho rằng Pedubast lên ngôi vào khoảng năm thứ 11 của Takelot II, tức khoảng năm 835 hoặc 824 TCN.

## Trị vì
Năm trị vì cao nhất được đánh dấu của Pedubast I là năm thứ 23, dựa theo "Văn khắc mực nước sông Nin" số 29. Năm 23 của Pedubast tương đương với năm 31 của vua cai trị Tanis Shoshenq III. Tuy nhiên, Pedubast và Shoshenq không phải là đối thủ của nhau mà thậm chí có thể đã thiết lập một mối quan hệ ngoại giao giữa hai vùng. Con trai của Shoshenq III, tướng Pashedbast B, theo lệnh cha đã cho xây một cổng đền dẫn vào tháp môn thứ 10 tại Karnak. Trên cổng đền là một văn khắc kỷ niệm có ghi tên Sheshonq III và Pedubast I. Điều này cho thấy, Sheshonq đã ngầm hỗ trợ cho phe của Pedubast trong cuộc giao tranh với Takelot II.
Kẻ thù lớn nhất của Pedubast I chính là hai cha con Takelot II và Osorkon III. Vào năm thứ 11 Takelot II, Pedubast I đã đem quân nổi loạn và Takelot đã phái hoàng tử Osorkon III đến dẹp yên quân phiến loạn. Tuy nhiên 4 năm sau, Pedubast quay lại tái xâm chiếm Thebes và thành công. Pedubast đã mất trong khoảng thời gian này và sau đó được Shoshenq VI kế vị. Cuộc giao tranh này kéo dài gần 30 năm và cuối cùng Osorkon III đã giành thắng lợi, lấy lại ngai vàng về tay mình. Toàn bộ sự kiện này được chép trong "Biên niên sử của Osorkon".

## Tượng tạc Pedubast I
Bức tượng bằng đồng với nửa thân dưới của Pedubast I hiện được trưng bày tại Bảo tàng Calouste Gulbenkian (Bồ Đào Nha) và được coi là một trong những kiệt tác nghệ thuật vĩ đại thời kỳ Chuyển tiếp thứ 3. Bức tượng này cực kỳ quý vì đây là một trong số rất ít các bức tượng đồng cỡ lớn của các vị vua còn tồn tại. Nó cũng là bức tượng lớn duy nhất còn sót lại được biết đến trong giai đoạn Chuyển tiếp thứ 3. Tên và danh hiệu của nhà vua trên phần thắt lưng và tấm vải khố.